# Mirror of the Witch
Mirror of the Witch (hangul: 마녀보감; hanja: 魔女寶鑑; rr: Manyeobogam;  também conhecido como Secret Healer) é uma série de televisão sul-coreana exibida pela JTBC de 13 de maio a 16 de julho de 2016, estrelada por Yoon Shi-yoon, Kim Sae-ron, Lee Sung-jae, Yum Jung-ah e Kwak Si-yang.

## Enredo
Rainha Shim (Jang Hee-jin) é uma rainha real no palácio que, incapaz de ter um filho, procura a ajuda de um xamã chamado Hong-joo (Yum Jung-ah) para dar à luz um príncipe. Hong-joo disse à rainha Shim para enganar um jovem xamã chamada Hae-ran (Jung In-seon) que possuía habilidades especiais que lhe permitiam dormir com o rei para que ela pudesse engravidar. Hong-joo então usa magia negra para transferir o feto para a rainha e planeja matar Hae-ran. Infelizmente, Hae-ran descobre tudo, prevendo o triste destino dos bebês da rainha antes de morrer. A rainha Shim mais tarde dá à luz gêmeos, o príncipe herdeiro Soonhwae (Yeo Hoe-hyun) e a princesa Yeon-hee (Kim Sae-ron), mas foi forçada a abandonar a princesa devido à maldição. Com a ajuda de Shaman Choi Hyun-seo (Lee Sung-jae), Yeon-hee cresce como uma menina linda, mas é forçada a permanecer isolada e longe de todos, vivendo em uma casa cercada por talismãs. Poong-yeon (Kwak Si-yang), filho de Hyun-seo, tem uma queda por ela desde que era jovem. Um jovem estudioso chamado Heo Jun (Yoon Shi-yoon), filho de um escravo e um mestre rico, tem um encontro casual com Yeon-hee e Heo Jun amarra seu destino enquanto viajam juntos para levantar a maldição da princesa que causa a todos ela gosta de sofrer uma morte terrível.

## Elenco

### Elenco principal
- Yoon Shi-yoon como Heo Jun
- Kim Sae-ron como princesa Seo-ri / Yeon-hee
- Lee Sung-jae como Choi Hyun-seo
- Yum Jung-ah como shaman Hong-joo
- Kwak Si-yang como Poong-yeon

### Elenco de apoio
- Jang Hee-jin como rainha Shim
- Lee Ji-hoon como rei Seonjo
- Yeo Hoe-hyun como príncipe herdeiro Soonhwae
- Lee Yi-kyung como Yo-kwang
- Desconhecido como Cheon-choo
- Desconhecido como Cheon-kwon
- Desconhecido como Ok-hyung
- Desconhecido como Gae-yang
- Jo Dal-hwan como Heo Ok
- Desconhecido como Heo Yoon

### Elenco estendida
- Moon Ga-young como Sol-gae
- Min Do-hee como Soon-deuk, assistente de Heo Jun
- Choi Sung-won como Dong-rae
- Hwang Mi-young como So-yaeng
- Kim Seo-yeon
- Kim Chae-eun como Moo-mae
- Song Jae-in como gisaeng
- Jung Yoo-min como Hwa-jin
- Kim So-hye como Mi-hyang
- Kim Jong-hoon como Bat-soe
- Kim Yong-ho
- Kim Won-jin
- Kwon Hyuk-poong
- Song Yong-ho
- Kim Seung-pil
- Lee Ga-kyung
- Go Eun-min
- Song Kyung-hwa
- Son Young-soon
- Lee Gyu-bok
- Nam Tae-boo
- Kwon Hyeok-soo
- Moon Soo-jong
- Yoo Il-han
- Seok Bo-bae
- Jang Yong-cheol
- Ahn Min-sang
- Park Se-jin
- Yoo Seung-il
- Seol Joo-mi

### Aparições de cameo
- Kim Young-ae como rainha Yoon
- Lee David como rei Myeongjong
- Jung In-seon como Hae-ran, mãe de Seo-ri
- Yoon Bok-in como senhora Ok, mãe de Poong-yeon
- Jeon Mi-seon como senhora Son, madrasta de Heo Jun
- Kim Hee-jung como senhora Kim
- Shim Hoon-gi como Jong Sa-gwan
- Lee Cho-hee
- Park Chul-min
- Im Hyun-sung
- Kang Han-na como Queen Park
- Kim Kap-soo como Heo Jun depois de 40 anos
- Ahn Gil-kang
- Nam Da-reum como discípulo de Heo Jun

## Classificações
Na tabela abaixo, os números azuis representam as audiências mais baixas e os números vermelhos representam as audiências mais elevadas.
| Episódio | Data de transmissão | Audiência média | Audiência média              | Audiência média |
| Episódio | Data de transmissão | AGB Nielsen     | AGB Nielsen                  | TNmS            |
| Episódio | Data de transmissão | Em todo o país  | Região Metropolitana de Seul | Em todo o país  |
| -------- | ------------------- | --------------- | ---------------------------- | --------------- |
| 1        | 13 de maio 2016     | 2.606%          | 2.401%                       | 2.2%            |
| 2        | 14 de maio de 2016  | 1.830%          | 2.063%                       | 1.9%            |
| 3        | 20 de maio de 2016  | 2.422%          | 2.616%                       | 2.2%            |
| 4        | 21 de maio de 2016  | 1.903%          | <2.106%                      | 1.7%            |
| 5        | 27 de maio de 2016  | 2.545%          | 2.631%                       | 2.2%            |
| 6        | 28 de maio de 2016  | 2.705%          | 3.225%                       | 2.0%            |
| 7        | 4 de junho de 2016  | 2.986%          | 3.112%                       | 2.2%            |
| 8        | 4 de junho de 2016  | 2.525%          | 2.683%                       | 2.2%            |
| 9        | 10 de junho de 2016 | 2.380%          | 2.589%                       | 2.1%            |
| 10       | 11 de junho de 2016 | 2.004%          | <2.276%                      | 1.7%            |
| 11       | 17 de junho de 2016 | 2.260%          | 2.467%                       | 2.2%            |
| 12       | 18 de junho de 2016 | 2.095%          | <2.634%                      | 1.7%            |
| 13       | 24 de junho de 2016 | 2.797%          | 3.003%                       | 2.3%            |
| 14       | 25 de junho de 2016 | 1.692%          | <2.143%                      | 1.6%            |
| 15       | 1 de julho de 2016  | 2.742%          | 3.017%                       | 2.4%            |
| 16       | 2 de julho de 2016  | 1.797%          | <2.058%                      | 1.6%            |
| 17       | 8 de julho de 2016  | 2.322%          | 2.184%                       | 1.9%            |
| 18       | 9 de julho de 2016  | 1.697%          | <2.218%                      | 1.6%            |
| 19       | 15 de julho de 2016 | 2.709%          | 3.182%                       | 2.1%            |
| 20       | 16 de julho de 2016 | 2.773%          | 2.944%                       | 1.9%            |
| Média    | Média               | 2.340%          | <2.578%                      | 1.985%          |

- Este drama foi transmitido por um canal de televisão por assinatura, que normalmente tem um público relativamente menor em comparação com as emissoras de televisão abertas (KBS, SBS, MBC e EBS).

## Trilha sonora

### OST Parte 1
| N.º            | Título              | Artista        | Duração |  |
| 1.             | "Love (연)"         | Lush           | 3:50    |  |
| 2.             | "Love (연)" (Inst.) |                | 3:50    |  |
| Duração total: | Duração total:      | Duração total: | 7:40    |  |

### OST Parte 2
| N.º            | Título                                          | Artista        | Duração |  |
| 1.             | "You For Just One Day (단 하루만 너를)"         | Jeon Sang-geun | 3:15    |  |
| 2.             | "You For Just One Day (단 하루만 너를)" (Inst.) |                | 3:15    |  |
| Duração total: | Duração total:                                  | Duração total: | 6:30    |  |

### OST Parte 3
| N.º            | Título                    | Artista        | Duração |  |
| 1.             | "Distressed (달)"         | Lim Jeong-hee  | 3:42    |  |
| 2.             | "Distressed (달)" (Inst.) |                | 3:42    |  |
| Duração total: | Duração total:            | Duração total: | 7:24    |  |

### OST Parte 4
| N.º            | Título                | Artista                | Duração |  |
| 1.             | "Always (늘)"         | Way, Choa (Crayon Pop) | 4:00    |  |
| 2.             | "Always (늘)" (Inst.) |                        | 4:00    |  |
| Duração total: | Duração total:        | Duração total:         | 8:00    |  |

## Observação
O episódio 7 não foi ao ar na sexta-feira, 3 de junho, devido à transmissão do 52º Paeksang Arts Awards. Este episódio será exibido no sábado, 4 de junho, no mesmo dia do episódio 8.

## Prêmios e indicações
| Ano  | Prêmio                 | Categoria         | Trabalho nomeado | Resultado |
| ---- | ---------------------- | ----------------- | ---------------- | --------- |
| 2016 | 9th Korea Drama Awards | Melhor nova atriz | Kim Sae-ron      | Venceu    |